# Jorge McFarlane
Jorge Armando McFarlane Olazabál (né le 20 février 1988 à Lima) est un athlète péruvien, spécialiste du saut en longueur et du 110 mètres haies.

## Carrière
Après avoir participé au 110 mètres haies des Championnats du monde jeunesse de Marrakech en 2005 (5e en séries), ainsi qu'à celui des Championnats du monde junior 2006 à Pékin (demi-finaliste), Jorge McFarlane, qui, fait peu courant, mène parallèlement une carrière de sauteur en longueur et de hurdleur, est devenu champion panaméricain junior en 2007 au saut en longueur. Il a la même année obtenu la performance de 13 s 51 sur les haies basses (0,99 m).
Le 23 novembre 2009, il a franchi 8,10 m en altitude à Sucre, prenant la troisième place aux Jeux bolivariens et effaçant ainsi le record du Pérou que détenait Louis Tristán depuis 2006 avec 8,09 m. Il a réalisé 8,09 m à Medellín le 21 mars 2010 (vent 1,8 m/s), le lendemain de son autre titre lors des Championnats d'Amérique du Sud d'athlétisme espoirs 2010 avec 13 s 75 sur les haies normales, nouveau record du Pérou. Sur 60 m haies, il a un record personnel de 7 s 98, à Santiago du Chili, en février 2010.
Lors des Championnats d'Amérique du Sud d'athlétisme 2011 il a remporté le titre sud-américain à la longueur après avoir été médaillé d'argent sur 110 m haies, un doublé inédit. En fin d'année, il a décroché la 4e place aux Jeux panaméricains à la longueur, mais n'est pas parvenu à se qualifier pour la finale des haies, malgré un nouveau record national en séries.
À Carthagène des Indes, il a remporté le titre du 110 m haies en 13 s 61, record national battu, ainsi que la médaille d'argent à la longueur, lors des Championnats d'Amérique du Sud d'athlétisme 2013. En juin 2015, lors de l'édition suivante à Lima, il termine deuxième en 13 s 99, un centième devant son frère Javier.
McFarlane a participé aux Championnats du monde d'athlétisme 2011 (qualifications de la longueur) et 2013 (séries du 110 m haies).
C'est le frère de Javier McFarlane.

### Palmarès
| Date | Compétition                    | Lieu                 | Résultat | Discipline       | Performance    |
| ---- | ------------------------------ | -------------------- | -------- | ---------------- | -------------- |
| 2007 | Championnats d'Amérique du Sud | São Paulo            | 6e       | Saut en longueur | 7,37 m         |
| 2007 | Championnats d'Amérique du Sud | São Paulo            | 4e       | 110 m haies      | 14 s 45        |
| 2008 | Championnats ibéro-américains  | Iquique              | 5e       | Saut en longueur | 7,37 m         |
| 2008 | Championnats ibéro-américains  | Iquique              | 4e       | 110 m haies      | 14 s 40        |
| 2010 | Championnats ibéro-américains  | San Fernando (Cadix) | 7e       | Saut en longueur | 7,57 m         |
| 2010 | Championnats ibéro-américains  | San Fernando (Cadix) | ab.      | 110 m haies      |                |
| 2011 | Championnats d'Amérique du Sud | Buenos Aires         | 1er      | Saut en longueur | 7,95 m         |
| 2011 | Championnats d'Amérique du Sud | Buenos Aires         | 2e       | 110 m haies      | 13 s 77        |
| 2011 | Jeux panaméricains             | Guadalajara          | 4e       | Saut en longueur | 7,78 m (A)     |
| 2011 | Jeux panaméricains             | Guadalajara          | 5e (s)   | 110 m haies      | 13 s 72 (A) NR |
| 2012 | Championnats ibéro-américains  | Barquisimeto         | 6e       | Saut en longueur | 7,30 m         |
| 2013 | Jeux Bolivariens               | Trujillo             | 1re      | 100m haies       | 13 s 76        |
| 2013 | Jeux Bolivariens               | Trujillo             | 1re      | Saut en longueur | 7,80 m         |
| 2013 | Championnats d'Amérique du Sud | Carthagène des Indes | 2e       | Saut en longueur | 8,01 m (w)     |
| 2013 | Championnats d'Amérique du Sud | Carthagène des Indes | 1er      | 110 m haies      | 13 s 61 NR     |
| 2014 | Jeux sud-américains            | Santiago             | 3e       | 110 m haies      | 13 s 83        |
| 2014 | Championnats ibéro-américains  | São Paulo            | 1er      | 110 m haies      | 13 s 53 NR     |
| 2015 | Championnats d'Amérique du Sud | Lima                 | 2e       | 110 m haies      | 13 s 99        |
| 2015 | Jeux panaméricains             | Toronto              | 7e       | Saut en longueur | 7,80 m         |

### Records
- 8,10 m au saut en longueur (record national)

- 13 s 53 au 110 m haies (record national)

- 7 s 98 au 60 m haies (salle)